# Dana Hornáčková
Dana Hornáčková (* 8. července 1953) byla slovenská a československá politička Komunistické strany Slovenska a poslankyně Sněmovny národů Federálního shromáždění za normalizace.

## Biografie
K roku 1981 se profesně uvádí jako nástrojářka. Ve volbách roku 1981 zasedla do slovenské části Sněmovny národů (volební obvod č. 101 - Nové Mesto nad Váhom, Západoslovenský kraj). Mandát obhájila ve volbách roku 1986 (obvod Nové Mesto nad Váhom). Ve Federálním shromáždění setrvala do konce funkčního období, tedy do svobodných voleb roku 1990. Netýkal se jí proces kooptací do Federálního shromáždění po sametové revoluci.